# Torgny Lindgren
Torgny Lindgren (Raggsjö, Norsjö, Västerbotten, 16 de junio de 1938-Estocolmo, 16 de marzo de 2017) fue un escritor sueco, miembro de la Academia Sueca desde 1991.

## Carrera
Tras abandonar muy joven su localidad natal, se radicó en Småland, ubicada en el sur de Suecia, donde se convirtió en maestro. Su primer libro de poemas fue Tijeras de hojalata, el instrumento del corazón, en 1965. Le siguió en 1970 Poemas de Vimmerby, donde describió una pequeña localidad religiosa como aquella en la que residía. En esa época militó en el Partido Socialdemócrata Sueco, aunque siempre desde una posición crítica. 
En 1971 apareció ¿Cómo sería si uno fuera Olof Palme?, inspirada en la figura del entonces primer ministro sueco. En un proceso de concienciación política, publicó en 1972 Bagatelas escolares mientras intentaba escribir a mis superiores, y en 1973 Otras preguntas, su primera novela, cuya continuación es El vestíbulo, de 1975, ambientado en el mundo de los militantes socialdemócratas suecos.  
Le siguió un período de mutismo literario. En un artículo en 1978, A propósito de escribir, confesará que «ahora no puedo escribir absolutamente nada», ya que planeaba escribir una novela realista pero tenía dificultades para manejarse en ese plano literario. 
En 1980 se convirtió al catolicismo. Por esa misma época publicó dos novelas consideradas de transición, El príncipe del aguardiente (1979), y ¿Te asusta el minuto? (1981) en las que se produce un giro hacia cuestiones más existenciales, aunque sin abandonar la temática contemporánea y el anclaje en la realidad. 
En 1982 publica la novela El camino de la serpiente sobre la roca en la que nace un idioma artístico propio. Por ella recibió en 1983 el gran premio novelístico de la Sociedad para la Promoción de la Literatura, y fue asimismo llevada al cine por Bo Widerberg. Relacionada con ella está la colección de relatos La belleza de Merab, de 1983. Muchos, Lindgren incluido, la consideran su obra maestra; por ella recibió en 1984 el Premio Aniara. 
Obras posteriores son Betsabé, en 1984, el libro de relatos Leyendas (1986), La luz (1987), En elogio de la verdad (1991), Miel de abejorro (1995), por la que recibió ese mismo año el Premio August, y que fue adaptada a la ópera en 2001 con música de Carl Unander-Scharin, En las aguas de Brokiga Blad (1999) y su última novela, El sofrito de carne (2002). 
Fue elegido miembro de la Academia Sueca el 28 de febrero de 1991, y tomó posesión del cargo el 20 de diciembre del mismo año, sucediendo al lingüista Ture Johanisson en la titularidad del sillón número 9. Además de los ya señalados, recibió en 1987 el Premio Doblougska, en 1999 el Premio Gerard Bonnier y en el año 2000 el Premio de Literatura Selma Lagerlöf.